# Chikkakurugodu, Gauribidanur
Chikkakurugodu là một làng thuộc tehsil Gauribidanur, huyện Kolar, bang Karnataka, Ấn Độ.